# Dyersville (Iowa)
Dyersville es una ciudad repartida entre los condados de Dubuque y Delaware, en el estado de Iowa, Estados Unidos. Según el censo de 2010 tenía una población de 4.058 habitantes.

## Geografía
Según la Oficina del Censo de los Estados Unidos, la localidad tiene un área total de 14,6 km², de los cuales 14,58 km² corresponden a tierra firme y el restante 0,02 km² a agua, que representa el 0,14% de la superficie total de la localidad.

## Demografía
Según el censo de 2010, había 4.058 personas residiendo en la localidad. La densidad de población era de 277,95 hab./km². Había 1.808 viviendas con una densidad media de 123,84 viviendas/km². El 97,61% de los habitantes eran blancos, el 0,91% afroamericanos, el 0% amerindios, el 0,22% asiáticos, el 0,02% isleños del Pacífico, el 0,42% de otras razas, y el 0,81% pertenecía a dos o más razas. El 1,31% de la población eran hispanos o latinos de cualquier raza.

## Edificios de interés
- Basílica de San Francisco Javier